# Paulo Brito
Paulo Antônio de Brito Beckenkamp (Santa Cruz do Sul, 11 de dezembro de 1960) conhecido como Paulo Brito é um jornalista e narrador esportivo brasileiro.
Foi narrador da RBS TV, Rede Globo, SporTV e Premiere. Além disso, apresentava um programa diário na Rádio Farroupilha, também do Grupo RBS, o Bafão Farroupilha. Transferiu-se para a Band RS no dia 29 de agosto de 2016 e saiu em 16 de janeiro de 2018.

## Biografia
Natural de Santa Cruz do Sul, nasceu em 11 de dezembro de 1960. Começou a carreira em sua cidade natal, onde foi tentar ser jogador de futebol profissional no Esporte Clube Avenida. Ingressou logo depois, em 1980, na Rádio Santa Cruz, como repórter e narrador. Em 1988, quando foi inaugurada a RBS TV Santa Cruz do Sul, foi contratado como apresentador.
No dia 11 de dezembro de 1989, assumiu o lugar do Celestino Valenzuela, como apresentador e narrador da RBS TV. Em 1992 passou a apresentar a edição do Globo Esporte no Rio Grande do Sul, permanecendo até junho de 2012.
Possui bordões bastante conhecidos: "Feitooo", que é usado quando ocorre um gol; "É bom esse (Fulano)" ao se referir a um jogador que lhe agrada, normalmente dos times do interior; e também "mas heinhô", que é proferido para chamar algum companheiro de transmissão, especialmente Batista, além do "que jogo", além também do "Boa taaarde!" do Globo Esporte e, mais recentemente, o "Tudo belezinha!", usado após o "Boa tarde!" durante o Jornal do Almoço.
Brito é torcedor declarado do Avenida, de Santa Cruz do Sul, clube em que chegou a atuar como jogador quando jovem, tendo assumido que torcia para o clube no Jornal do Almoço. Em Porto Alegre, o narrador é torcedor do Internacional, porém ainda que discretamente, segundo revelou seu colega Lasier Martins no YouTube.
Em 29 de agosto de 2016, Paulo anuncia sua saída do Grupo RBS após 32 anos para fazer parte da equipe esportiva da Band no RS. Em seu lugar, assume Luciano Périco, o Lucianinho.
Em 16 de janeiro de 2018, Paulo deixou a Band RS para trabalhar num projeto jornalístico no litoral gaúcho.
No dia 17 de março de 2023, Paulo Brito é anunciado como novo integrante no canal de YouTube do jornalista Fabiano Baldasso.

## Entrada na política
Brito, ao ingressar na política gaúcha, resolveu concorrer nas eleições estaduais no Rio Grande do Sul em 2018, para o cargo de deputado federal, do partido Avante. Obteve 25.592 votos, número não suficiente para ser eleito.